# Rivelatore multiplo
Per rivelatore multiplo o sistema rivelatore multiplo si intende un sistema di rivelazione (ed eventuale amplificazione) di un segnale composto da più rivelatori.
Un rivelatore multiplo può essere composto da:
- due o più rivelatori sequenziali differenti, ad esempio un elettromoltiplicatore e una coppa di Faraday, che lavorano in intervalli diversi di intensità di segnale: oltre una certa soglia smette di lavorare uno e inizia l'altro; questo meccanismo serve ad aumentare l'intervallo dinamico lineare;
- più rivelatori uguali in serie (rivelatore simultaneo), quando lo strumento fa una collezione multipla di dati contemporaneamente: è il caso di alcuni spettrometri di massa che lavorano disperdendo gli ioni e rilevandoli contemporaneamente invece che farli passare singolarmente.